# Iron Man 2 (jogo eletrônico)
Iron Man 2 é um jogo de ação e aventura, desenvolvido pela Sega e baseado no filme Homem de Ferro 2 e produzido para as plataformas Wii, PlayStation 3, Nintendo DS, Xbox 360 e PlayStation Portable, foi lançado em 4 de maio de 2010.